# Nécropole de Mramorje (Buđ)
Pour les articles homonymes, voir Mramorje.
La nécropole de Mramorje se trouve en Bosnie-Herzégovine, sur le territoire du village de Buđ et dans la municipalité de Pale. Elle abrite 127 stećci, un type particulier de tombes médiévales. Elle est inscrite sur la liste des monuments nationaux de Bosnie-Herzégovine et fait partie des 22 sites avec des stećci proposés par le pays pour une inscription au patrimoine mondial de l'UNESCO.